# Новоміський повіт
Новоміський повіт — адміністративно-територіальна одиниця, заснована в 1781 у в складі Новгород-Сіверського намісництва, зі скасуванням якого в 1796 у Новоміський повіт увійшов до складу Малоросійської губернії, а з 1802 — Чернігівської губернії. Центр — місто Нове Місто.

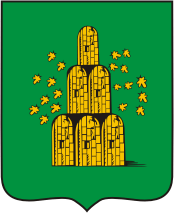

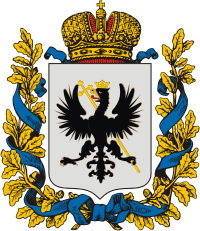

Новоміський повіт був сформований на основі території Топальської сотні Стародубського полку з частковою зміною її кордонів.
В 1808, при перенесенні повітового центру в Новозибків, повіт був перейменований в Новозибківський, а місто Нове Місто визначений як заштатне.
Нині основна частина території Новоміський повіту входить до складу Брянської області.

## Новоміський повіт і Новоміська сотня
У ряді історико-краєзнавчих праць зустрічається помилкове співвіднесення Новоміський повіту з Новоміською сотнею Стародубського полку, що існувала до 1781 року. Однак ніяких документальних свідчень цьому не наводиться; такий висновок робиться авторами лише з подібності найменувань і територіальній близькості Новоміської сотні і Новоміського повіту. Насправді ж, до 1781 нинішнє село Нове Місто називалося  'Засуха' і входило до складу Топальської сотні Стародубського полку. Більш правильним слід визнати співвіднесення Новоміської сотні з пізнішим Суразьким повітом.
Правління ж Новоміської сотні розташовувалося в полковому місті Стародубі.